# Léger-Félicité Sonthonax
Léger-Félicité Sonthonax (Oyonnax, 7 marzo 1763 – Oyonnax, 23 luglio 1813) è stato un politico francese Rappresentante del governo repubblicano nella provincia del Nord di Saint-Domingue, fu il primo legislatore francese della storia ad emanare un decreto di abolizione della schiavitù.

## Biografia
Studiò giurisprudenza a Digione e, una volta conseguita la laurea si recò a Parigi, dove il padre lavorava come avvocato presso il parlamento. Durante la rivoluzione francese iniziò a lavorare come giornalista e a frequentare l'entourage del duca d'Orléans e la Società degli amici dei Neri di Jacques Pierre Brissot, futuro leader dei girondini.
Nell'agosto 1791 a Saint-Domingue, la più ricca e prospera colonia francese, esplose una rivolta degli schiavi neri che ben presto degenerò in una guerra che oltre ai coloni bianchi coinvolse anche i mulatti ed liberi di colore.
Dopo un lungo dibattito l'Assemblea nazionale legislativa il 4 aprile 1792 decise di concedere la piena cittadinanza a tutti i liberi di colore. Le autorità rivoluzionarie decisero inoltre di inviare nella colonia una commissione, composta principalmente da giacobini e presieduta da Sonthonax e Étienne Polverel, con l'incarico di ristabilire l'autorità della Francia e convincere i neri a rientrare nelle piantagioni. Insieme ai delegati venne inviato un contingente di 6.000 soldati. Giunto a Saint-Domingue il 18 settembre successivo Sonthonax si rese conto della situazione e dell'odio che dividevano la minoranza bianca e la maggioranza nera. I politici inviati da Parigi sciolsero quindi la locale Assemblea coloniale composta esclusivamente da bianchi sostituendola con una commissione provvisoria. A fronte delle continue iniziative insurrezionali portate avanti dai bianchi di Cap-Français nominò nel locale reggimento dell'esercito numerosi ufficiali di colore e, dopo una serie di scontri, fece deportare in Francia i vertici della fazione bianca della città. Nel dicembre 1792 istituì poi una milizia di liberi di colore.
Il 5 maggio 1792 Sonthonax e Polverel, impegnati a respingere le offensive britanniche e spagnole, sia a reprimere gli ultimi focolai dei bianchi ribelli, decisero di emanare un decreto che garantiva una minima forma di tutela agli schiavi contro le prepotenze dei padroni. La riforma fu accolta con gioia dai neri.
Il 20 giugno 1793 scoppiarono degli scontri a Cap-Français tra i liberi di colore locali ed i soldati del generale François-Thomas Galbaud, neo-governatore della colonia giunto il mese prima dalla Francia. Temendo di essere sopraffatti dagli uomini di Galbaud che erano riusciti ad impossessarsi dell'arsenale della città, Sonthonax e Polverel chiamarono a raccolta gli schiavi dei dintorni promettendo loro la libertà in cambio del loro sostegno. Non si trattò di un vero e proprio atto di emancipazione dal momento che riguardava solamente gli uomini in grado di combattere e prevedeva una ferma di una durata di due anni. Tuttavia il giorno seguente Sonthonax e Polverel furono costretti ad abbandonare Cap-Français a fronte degli attacchi degli uomini di Galbaud. Il 22 giugno i due commissari incontrarono i capi di duemila schiavi che giurarono fedeltà all'esercito rivoluzionario e da quel momento divennero uomini liberi e cittadini. Successivamente i neri vennero inviati contro Galbaud che presi dal panico abbandonarono nel caos più completo Cap-Français che nei due giorni successivi venne saccheggiata ed incendiata. A fronte poi delle richieste dei neri Sonthonax e Polverel concessero la libertà anche alle mogli ed ai figli dei soldati che avevano preso parte ai combattimenti. Resosi poi conto della fondamentale importanza dell'appoggio dei neri per la sopravvivenza delle istituzioni repubblicane nella colonia, egli emanò il 29 agosto successivo l'abolizione della schiavitù in tutto il territorio della provincia del Nord di Saint-Domingue. Il 21 settembre seguente Polverel emise lo stesso decreto per la provincia dell'Ovest. Nonostante l'importanza delle decisioni prese, la popolazione nera continuò a diffidare delle autorità repubblicane francesi. Allo stesso tempo i due commissari dovettero contrastare lo sbarco britannico a Jérémie e Môle-Saint-Nicolas e l'avanzata spagnola nel nord. In aggiunta a ciò la convenzione nazionale di Parigi, influenzata dalle lobby dei proprietari delle piantagioni, espulse Brissot e la sua fazione e il 16 luglio 1793 approvò una mozione per far rientrare i due uomini in patria e sottoporli a processo. Nel frattempo, per tentare di salvare quanto fatto, Sonthonax decise di mandare in Francia i tre deputati della provincia nord di Saint-Domingue, un bianco, un mulatto e un nero, per esporre alla convenzione la bontà di quanto approvato.
A fronte dell'invasione spagnola del nord di Saint-Domingue Sonthonax si rifugiò a Port-Républicain lasciando in difesa di Cap-Français una guarnigione guidata dal generale Laveaux. Il 3 febbraio i tre deputati della colonia giunsero davanti alla convenzione nazionale per esporre quanto era avvenuto. Il deputato bianco Louis Dufay sottolineò come l'abolizione della schiavitù fosse l'unica via per mantenere il possesso della colonia da parte della Francia. Accanto a ciò egli sottolineò la volontà degli ex-schiavi di riparare le distruzioni e come i diritti concessi da Sonthonax presentassero comunque delle volute limitazioni. Dopo quest'ultimo punto l'assemblea decise di compiere un gesto tanto radicale quanto inatteso ed il giorno seguente ratificò l'abolizione della schiavitù da tutti i territori francesi. Con lo stesso decreto venne inoltre stabilita l'uguaglianza di tutti i cittadini davanti alla legge stabilendo un momento epocale della storia francese. 
Nei mesi successivi a Saint-Domingue la situazione sul campo iniziò a volgere lentamente a favore dei francesi, soprattutto dopo il passaggio tra le loro file del leader nero Toussaint Louverture e delle sue truppe disciplinate. L'8 giugno 1794 una nave francese giunse a Saint-Domingue portando seco la notizia della ratifica dell'abolizione della schiavitù. Insieme a questa notizia vi era anche però il precedente ordine di arrestare e riportare in Francia Sonthonax e Polverel, che nel frattempo era morto.
Difesosi efficacemente dalle accuse mossegli contro dagli esponenti dei proprietari di piantagioni e dagli schiavisti Sonthonax fu messo a capo della terza commissione civile di Saint-Domingue dal Direttorio. Ritornato sull'isola l'11 maggio 1796 cercò di arrestare il processo d'indipendenza e di limitare il crescente potere di Louverture il quale a sua volta, per allontanare Sonthonax lo fece eleggere deputato nel Consiglio dei Cinquecento. Dopo aver tentato di resistere fu fatto imbarcare su una nave per la Francia da una scorta armata agli ordini di Louverture. Rientrato nella capitale francese Sonthonax, in qualità di deputato di Saint-Domingue, si prodigò per il sostegno della lontana colonia.
Con la presa del potere da parte di Napoleone Bonaparte Sonthonax fu esiliato da Parigi e costretto a rifugiarsi nella sua cittadina natale.